# Gjendebu

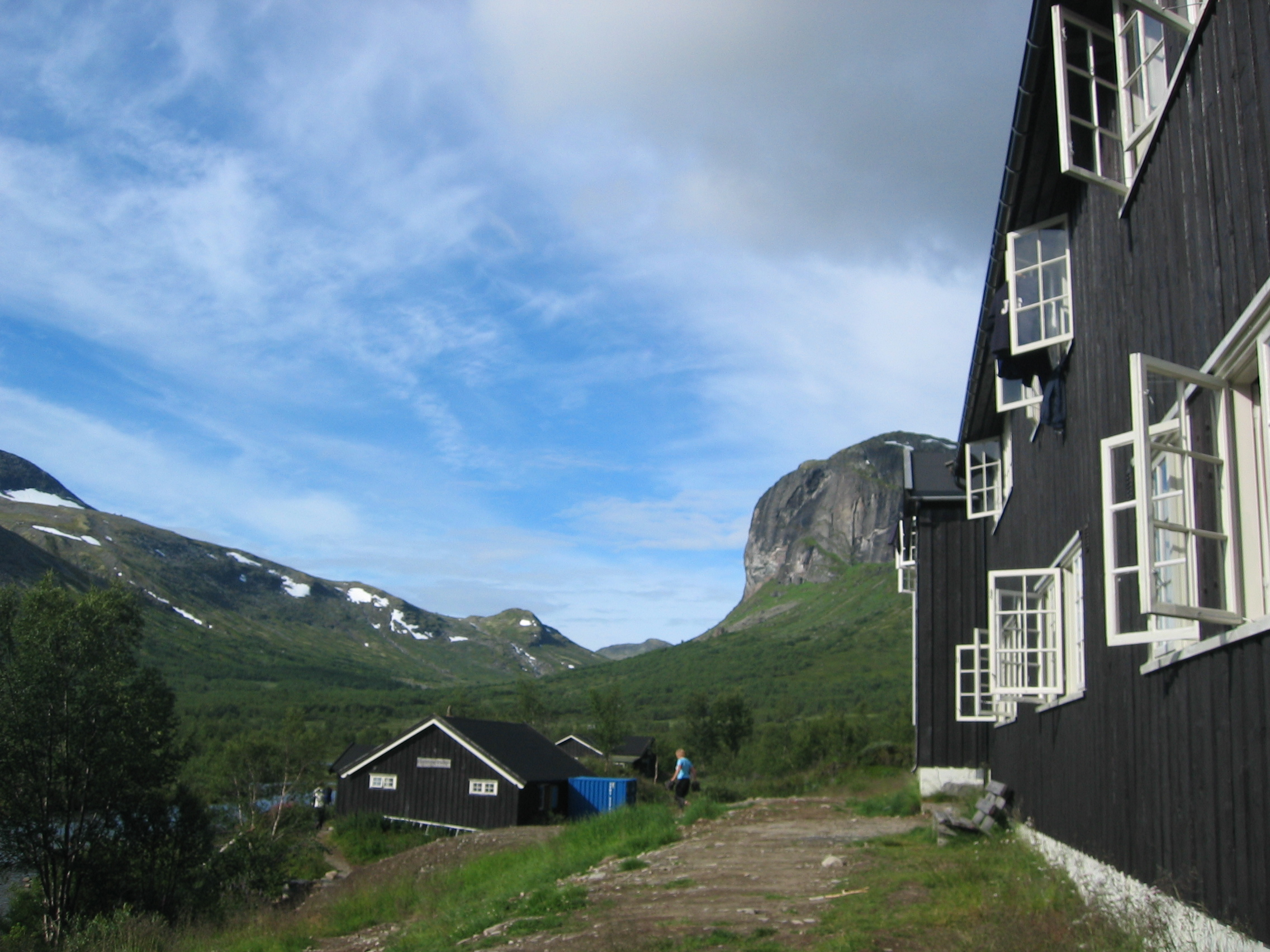
Gjendebu

Gjendebu är den äldsta av turistföreningen Den Norske Turistforenings stugor. Den ligger 995 meter över havet, vid västra änden av sjön Gjende, mitt i Jotunheimen. Man kan komma dit genom att följa turistföreningens stigar, men det går också båt på Gjende. Stugan byggdes 1871 och var då på 45 kvadratmeter, med plats för tolv personer. Anna och Erik Slålien var de första stugvärdarna. Deras dotter, Gjendine Slålien (1871–1972), tillbringade många somrar här som säterjänta.
I dag har hyttan 119 bäddar och mer än 10 000 övernattningar per år. Den drivs[när?] av Anne Serine Heggdal och Lars Åge Hilde. Hyttan används också till olika kulturella arrangemang, beachvolleyboll och utställningar.
Viktiga grannstugor är Gjendesheim, Memurubu, Fondsbu, Olavsbu, Leirvassbu och Spiterstulen.